# Ljubov' Vasil'eva (velocista)
Ljubov' Ivanovna Vasil'eva (in russo Любовь Ивановна Васильева?; Volgograd, 6 ottobre 1971) è un'ex atleta paralimpica russa che gareggiava nella categoria T46.

## Biografia
Vassilieva ha conquistato la sua prima medaglia paralimpica a Barcellona 1992, in cui vinse l'argento nei 200 metri. Vinse due medaglie anche a Sydney 2000, dove ottenne l'oro nei 400 metri e l'argento nei 200 metri.

## Palmarès
| Anno                                      | Manifestazione     | Sede       | Evento          | Risultato | Prestazione | Note |
| ----------------------------------------- | ------------------ | ---------- | --------------- | --------- | ----------- | ---- |
| In rappresentanza della Squadra Unificata |                    |            |                 |           |             |      |
| 1992                                      | Giochi paralimpici | Barcellona | 200 m piani TS4 | Argento   | 26"42       |      |
| In rappresentanza della Russia            |                    |            |                 |           |             |      |
| 2000                                      | Giochi paralimpici | Sydney     | 200 m piani T46 | Argento   | 25"92       |      |
| 2000                                      | Giochi paralimpici | Sydney     | 400 m piani T46 | Oro       | 56"48       |      |
| 2003                                      | Europei            | Assen      | 200 m piani T46 | Bronzo    | 27"25       |      |
| 2003                                      | Europei            | Assen      | 400 m piani T46 | Oro       | 57"52       |      |